# لوگوس فیلم
شرکت لوگوس فیلم (انگلیسی: Logos Film Co. , Ltd.; کره‌ای: 로고스 필름 (주); لاتین‌نویسی اصلاح‌شده: Rogoseu Pilleum (Ju)) یک کمپانی تولید درام کره‌ای است که به عنوان زیرمجموعهٔ کاکائو انترتینمنت فعالیت می‌کند. این کمپانی در ۲۹ نوامبر ۲۰۰۰ توسط لی جانگ سو تأسیس شد.